# Tar Pit
Tar Pit è un personaggio immaginario, un super criminale della DC Comics avversario di Flash nell'incarnazione di Wally West; venne creato da Geoff Johns e Scott Kolins nel 2001.

## Biografia del personaggio
Fratello minore del signore della droga locale Jack Monteleone, Joey Monteleone venne arrestato per rapina a mano armata. Mentre scontava la pena, scoprì di avere l'abilità metaumana di poter abitare gli oggetti inanimati. Con questa abilità, si divertì trasferendo la sua mente da oggetto a oggetto finché non si ritrovò bloccato in un catino di asfalto. Da lì in poi rimase bloccato in quel mucchio di catrame mentre il suo corpo rimase incosciente e imprigionato nel penitenziario di Iron Heights.
Nella sua nuova forma, causò il panico a Keystone City, tentando di rubare la Stanley Cup. Venne fermato da Flash e da Capitan Cold, anche se alla fine fu Cold a rubare il trofeo. Da lì in poi comparve solo sporadicamente in compagnia degli altri Nemici.
Durante Crisi infinita divenne un membro della Società segreta dei supercriminali.
In seguito, lo si vide tra i ranghi della nuova Lega dell'ingiustizia, uno dei criminali che comparvero in Salvation Run.
In Blackest Night: The Flash n. 1, fu visto in compagnia di Owen Mercer mentre visitavano la tomba del padre di quest'ultimo, Capitan Boomerang.

## Poteri e abilità
Il corpo di Pozzo di Catrame è costituito di asfalto fuso che brucia al tocco. È in grado di intrappolare le persone nella sostanza del suo corpo e può lanciare ciocchi di catrame infuocato contro i suoi nemici. Dato che il suo corpo è fatto di catrame, Pozzo di Catrame è praticamente invulnerabile. Prima di diventare Pozzo di Catrame, Joey Monteleone era in grado di trasferire la sua coscienza negli oggetti inanimati e di animarli.

## Altri media
Appare in un episodio della serie televisiva, The Flash, interpretato dall'attore Marco Grazzini. Nella serie è un criminale minore, tradito dai suoi complici che cercano di ucciderlo immergendolo nel catrame bollente, ma in quel momento un fulmine generato dall'acceleratore di particelle dei laboratori S.T.A.R. lo colpisce trasformandolo in un mostro di catrame bollente. Joey decide di dare la caccia, ed eliminare, i suoi complici che volevano ucciderlo, ma Flash (Barry Allen) lo affronta e lo sconfigge con l'aiuto di Joe West.